# Grande Chantar
L'île de grande Chantar ou l'île de Bolchoï Chantar est une île de l'archipel des îles Chantar situé en mer d'Okhotsk. L'île de grande Chantar est la plus grande île de l'archipel avec une superficie de 1 766 km2, 72 km de long et 49 de large. Le point culminant de l'île est situé à 720 m ou 701 m selon les sources. L'île est recouverte de forêt. L'île est rattachée administrativement au kraï de Khabarovsk.

## Climat

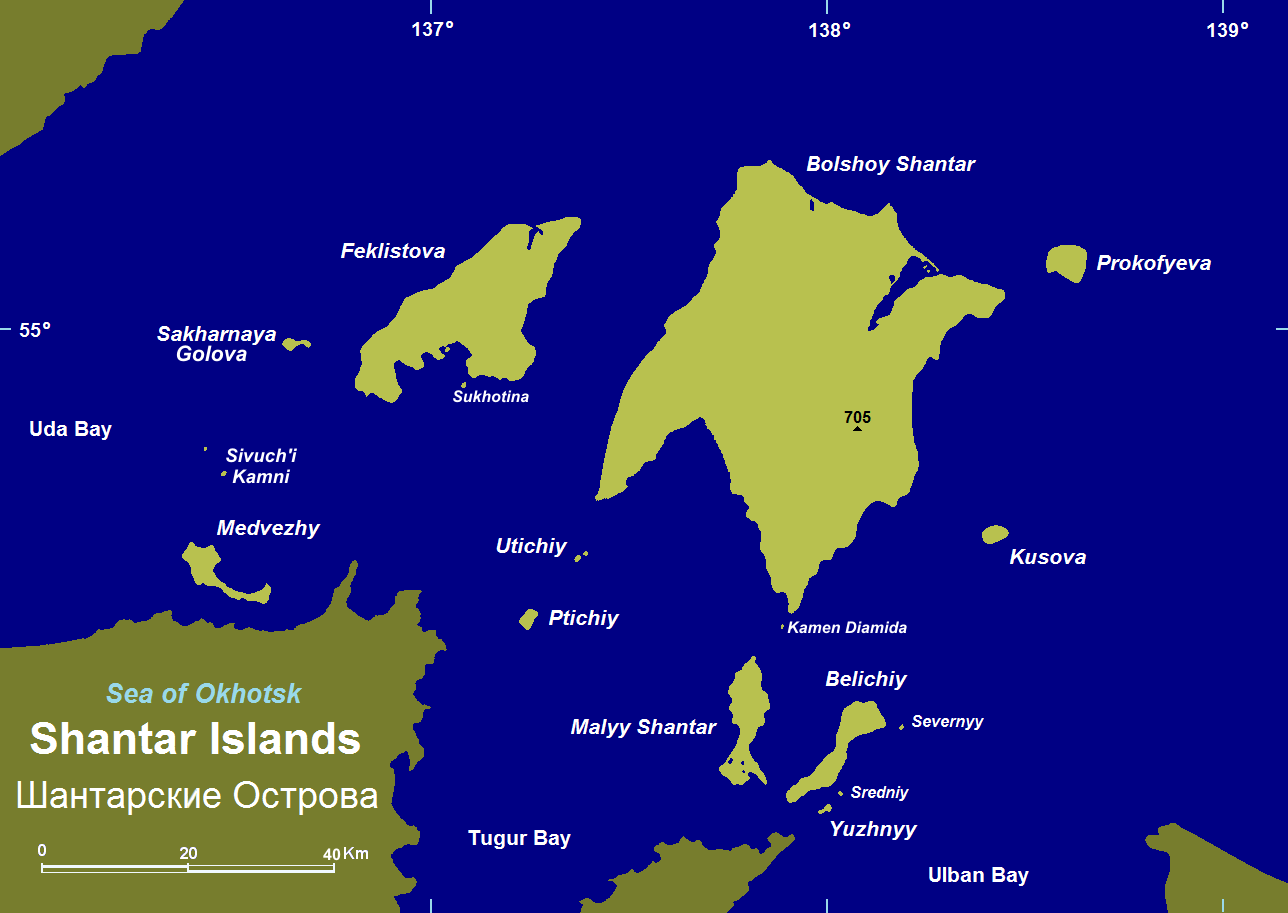
Carte des îles Chantar

| Mois                                  | jan.       | fév.       | mars       | avril      | mai        | juin      | jui.      | août      | sep.      | oct.       | nov.       | déc.       | année      |
| ------------------------------------- | ---------- | ---------- | ---------- | ---------- | ---------- | --------- | --------- | --------- | --------- | ---------- | ---------- | ---------- | ---------- |
| Température minimale moyenne (°C)     | −25,3      | −25,8      | −19,8      | −9,1       | −1,5       | 2,4       | 7,1       | 8         | 3,4       | −3         | −12,6      | −22,1      | −8,2       |
| Température moyenne (°C)              | −19,3      | −19        | −12,6      | −3,8       | 2,3        | 7,2       | 11,6      | 12,8      | 9         | 1,6        | −8,5       | −17        | −3         |
| Température maximale moyenne (°C)     | −14        | −12,6      | −5,9       | 1,4        | 7,5        | 13,7      | 17,2      | 18,2      | 14,5      | 5,9        | −5,3       | −12,9      | 2,3        |
| Record de froid (°C) date du record   | −43,5 1999 | −42,1 1977 | −38,6 1970 | −30,2 1929 | −15,3 1929 | −6,8 1963 | −3,6 1945 | −3,9 1970 | −8,4 1964 | −21,3 1985 | −34,5 1998 | −41,1 1977 | −43,5 1999 |
| Record de chaleur (°C) date du record | −0,1 1984  | −0,8 1985  | 10,2 1990  | 15,1 1943  | 27,3 1925  | 28,6 2011 | 31,9 1988 | 28,5 2001 | 25,4 2010 | 18,5 2007  | 8 1940     | 1,8 1956   | 31,9 1988  |
| Ensoleillement (h)                    | 108        | 157        | 217        | 205        | 215        | 246       | 213       | 209       | 183       | 143        | 84         | 82         | 2 062      |
| Précipitations (mm)                   | 30         | 15         | 25         | 32         | 57         | 47        | 60        | 72        | 68        | 79         | 55         | 36         | 576        |
| Nombre de jours avec précipitations   | 9,2        | 6,7        | 6,9        | 8,6        | 9,9        | 9         | 9,7       | 11,1      | 11,1      | 11         | 13,9       | 11,1       | 118,2      |

| Diagramme climatique                                  |              |             |           |           |           |           |         |           |         |             |              |
| J                                                     | F            | M           | A         | M         | J         | J         | A       | S         | O       | N           | D            |
| −14−25,330                                            | −12,6−25,815 | −5,9−19,825 | 1,4−9,132 | 7,5−1,557 | 13,72,447 | 17,27,160 | 18,2872 | 14,53,468 | 5,9−379 | −5,3−12,655 | −12,9−22,136 |
| Moyennes : • Temp. maxi et mini °C • Précipitation mm |              |             |           |           |           |           |         |           |         |             |              |